# 冷水町 (薩摩川内市)
冷水町（ひやみずちょう）は、鹿児島県薩摩川内市の町。旧薩摩郡川内町冷水町、川内市冷水町。郵便番号は895-0053。人口は635人、世帯数は205世帯（2020年10月1日現在）。

## 地理
薩摩川内市の西部、隈之城川の下流域に位置している。字域の北方には神田町、西向田町、南部には隈之城町、西方には宮里町、東方には向田町が接している。
字域の東方に国道3号が通っており、旧道と隈之城バイパスが分岐している。西方に陸上自衛隊川内駐屯地が所在している。

### 字名の由来
「冷水」という地名は冷たい水の湧き出ることに由来している。

## 歴史
1940年（昭和15年）2月10日に鹿児島県公報に掲載され、同日に施行された「 薩摩郡川内町、町名改稱竝區域變更」（鹿児島県告示）により「大字西手ヲ廢止シ其ノ區域中字餅田、淵ノ上、上床、上餅田、下餅田、流寄、汐入ノ區域ヲ冷水町（ヒヤミヅチヨウ）ト」することが鹿児島県知事によって許可され、薩摩郡川内町大字西手のうち字餅田、淵ノ上、上床、上餅田、下餅田、流寄、汐入の区域を以て川内町の町「冷水町」が設置された。翌日の2月11日には薩摩郡川内町が単独で市制施行し川内市となった。
1965年（昭和40年）に冷水町の一部が西向田町となった。
2004年（平成16年）10月12日に川内市、東郷町、入来町、祁答院町、樋脇町、下甑村、上甑村、鹿島村、里村が新設合併し薩摩川内市が設置された。この市町村合併に伴い設置された法定合併協議会において川内市の町・字については「現行通りとする。」と協定されたため、名称の変更は行われずに薩摩川内市の町となった。

### 字域の変遷
| 変更後           | 変更年             | 変更前           |
| ---------------- | ------------------ | ---------------- |
| 冷水町（新設）   | 1940年（昭和15年） | 大字西手（一部） |
| 西開聞町（新設） | 1965年（昭和40年） | 冷水町（一部）   |

## 人口
以下の表は国勢調査による小地域集計が開始された1995年以降の人口の推移である。
| 年                 | 人口 |
| ------------------ | ---- |
| 1995年（平成7年）  | 878  |
| 2000年（平成12年） | 746  |
| 2005年（平成17年） | 694  |
| 2010年（平成22年） | 668  |
| 2015年（平成27年） | 695  |
| 2020年（令和2年）  | 635  |

## 施設

### 公共
- 陸上自衛隊川内駐屯地
- 冷水体育館
- 金剛橋公民館

## 小・中学校の学区
市立小・中学校に通う場合、学区（校区）は以下の通りとなる。
| 大字   | 番地 | 小学校                 | 中学校                     |
| ------ | ---- | ---------------------- | -------------------------- |
| 冷水町 | 全域 | 薩摩川内市立川内小学校 | 薩摩川内市立川内中央中学校 |

## 交通

### 道路
一般国道
- 国道3号（旧道・隈之城バイパス）